# Jaén (Peru)
Jaén is de hoofdstad van de provincie (provincia) Jaén in de regio Cajamarca van Peru. 

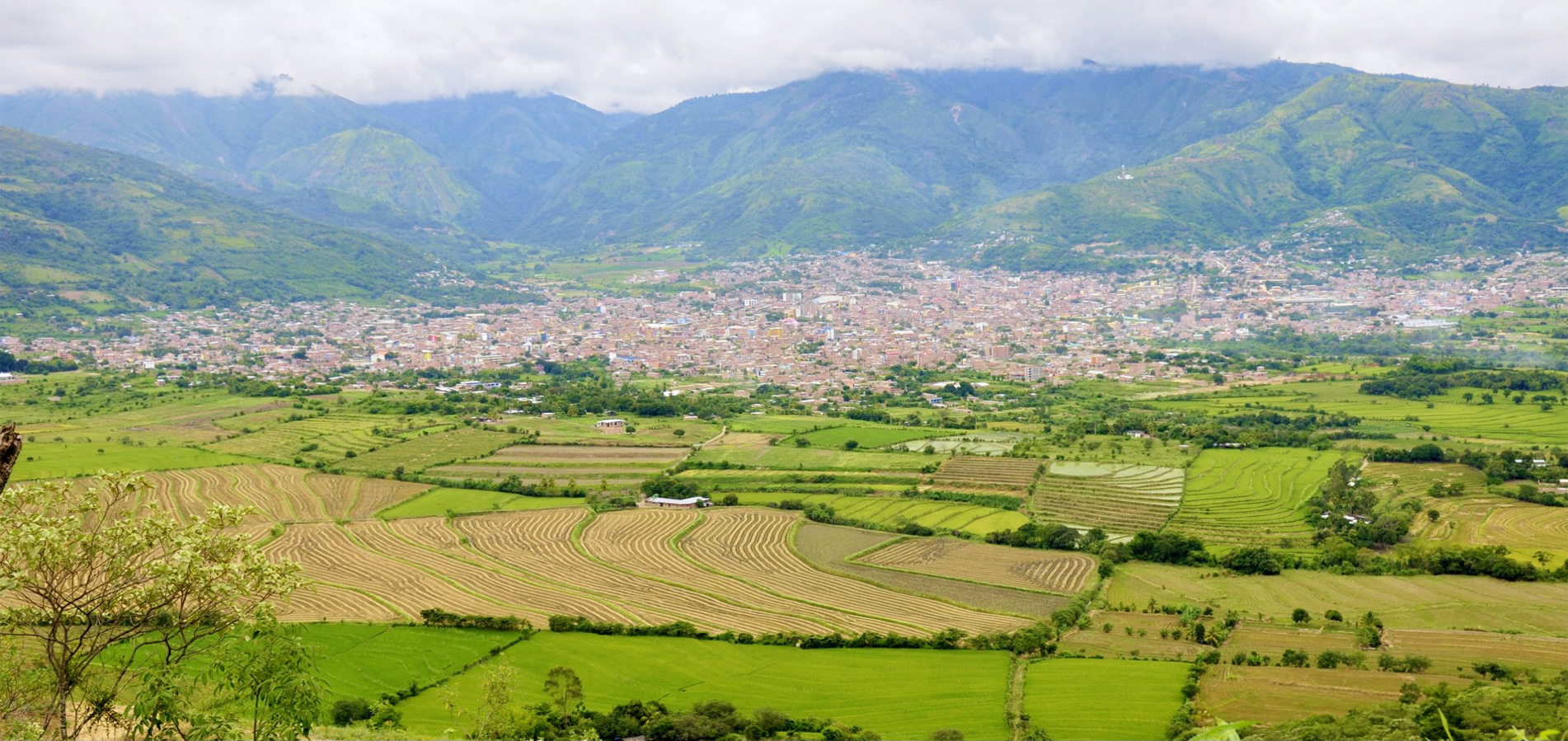
Zicht op de stad

In 2015 telde Jaén 93.631 inwoners.
Arequipa · Ayacucho · Cajamarca · Chiclayo · Chimbote · Chincha Alta · Cuzco · Huancayo · Huánuco · Huaraz · Ica · Iquitos · Juliaca · Lima · Pisco · Piura · Pucallpa · Puno · Sullana · Tacna · Tarapoto · Trujillo · Tumbes